# Aérodrome de Cuers-Pierrefeu
L'aérodrome de Cuers-Pierrefeu est un aérodrome situé dans le Var, sur les communes de Cuers et de Pierrefeu-du-Var.
La partie civile est gérée par l'association des usagers de la zone civile de l'aérodrome de Cuers-Pierrefeu (AZCCP). Sa partie militaire est principalement dirigée par les Ateliers industriels de l'aéronautique dépendant du Ministère français des Armées.

## Historique
- 1917 : acquisition de terrain à Cuers et Pierrefeu-du-Var pour l'implantation d'une base aérienne de dirigeables souples.
- 1918 : inauguration du centre de dirigeables.
- 1920 : arrivée du premier dirigeable rigide (prise de guerre), baptisé Dixmude de la catégorie des zeppelins.
- 1922 : fin de la fabrication des deux premiers hangars pouvant accueillir deux dirigeables type zeppelin. Arrivée du second zeppelin Méditerranée.
- 1923 : passage de l'escadrille de bombardement B302[1] pendant 6 mois. Elle est équipée de Farman Goliath.
- 1934 : création de l'aéroclub du Var.
- 1937 : la base prend le nom de base d'aéronautique navale de Cuers-Pierrefeu.
- Juin 1940 : évacuation de la base pour l'Afrique du nord due aux bombardements italiens.
- 1942 : la base de Cuers est occupée par les Italiens. Il y basent des Caproni Ca.310.
- 1943 : une escadrille allemande d'entrainement au bombardement, équipée de Stuka Junkers Ju 87B, y sera aussi présente de février à juin. Suivie d'une escadrille de Focke-Wulf Fw 190 (reconnaissance rapprochée).
- 17 août 1944 : Cuers est libéré par les Américains. Ils ajoutent la piste actuelle (Est/Ouest).

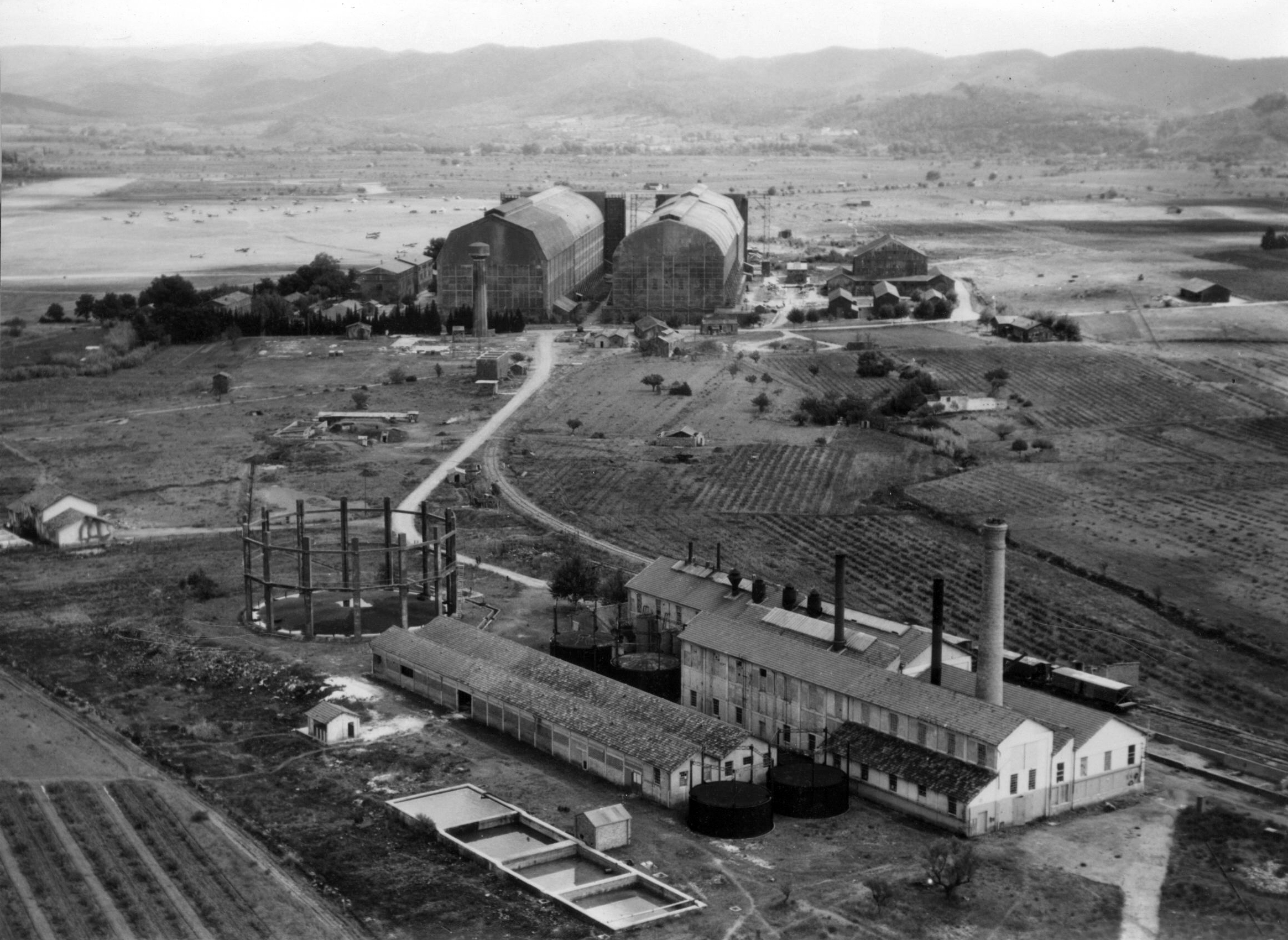
L'aérodrome de Cuers-Pierrefeu, en Septembre 1944. Il a été utilisé par des escadrons Spitfire alliés, et ZP-14 (un escadron de dirigeable) de la U.S. Navy.

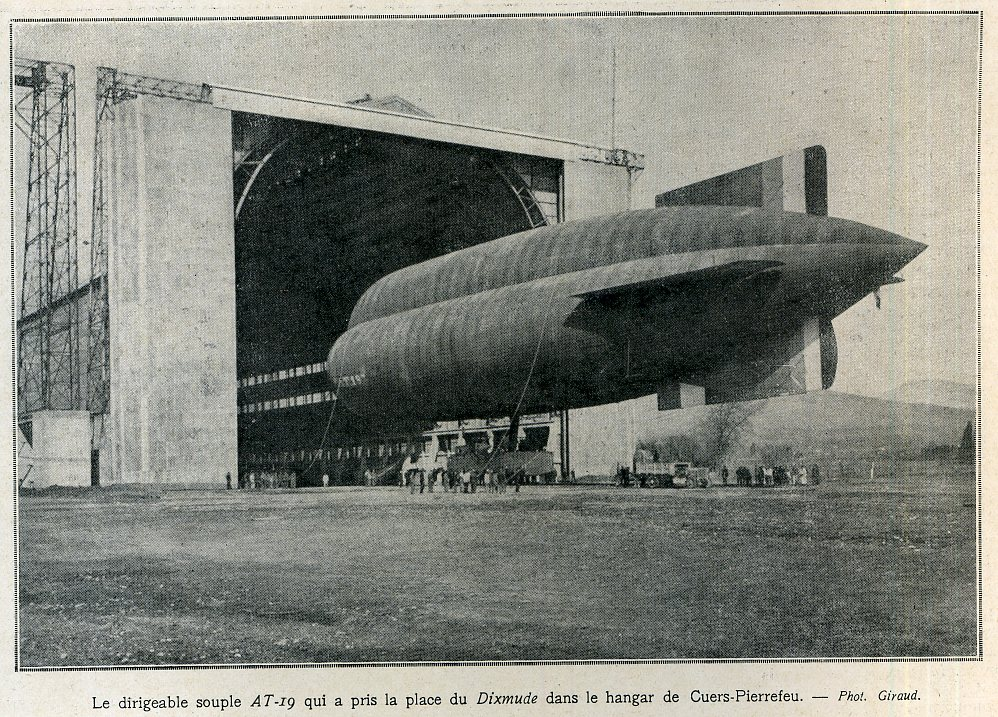
Le dirigeable souple AT-19 qui a pris la place du Dixmude dans le hangar de Cuers-Pierrefeu.

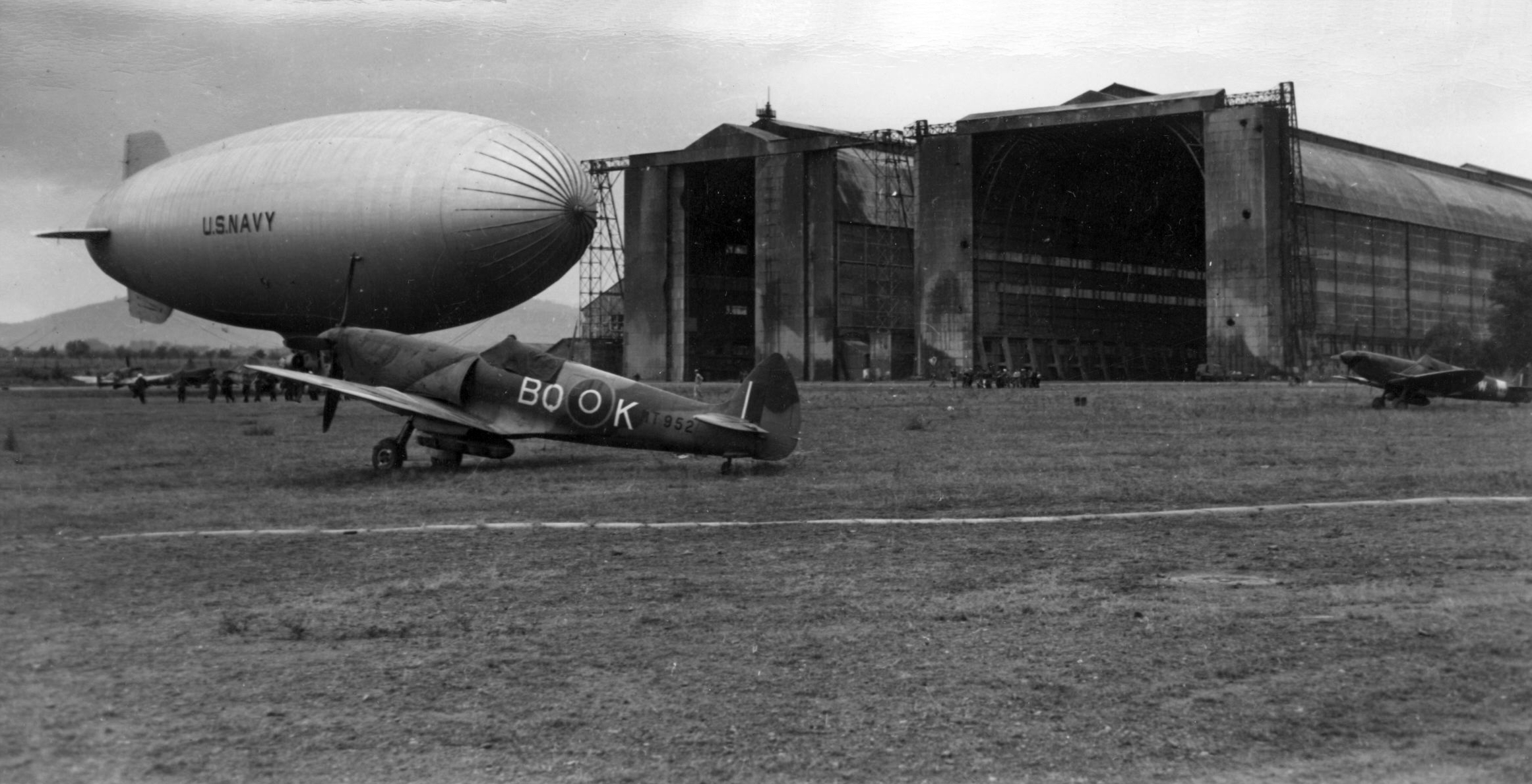
No. 451 Squadron.

- 24 août 1944 : un groupe de chasse allié No. 251 Wing arrive, volant en Supermarine Spitfire ; les unités rattachées comprennent No. 237 (RHODESIA) Squadron[3], No. 238 Squadron[4] et No. 451 Squadron RAAF[5] (force aérienne australienne).
- 1976 : la piste nord sud disparait.
- 2008 : fermeture de la BAN Cuers-Pierrefeu.
- 2009 : extension des taxiway civils.
- 2017 : rénovation de la piste 11-29 et aménagement en dur du taxiway civil 29 en septembre 2017.

## Activités
L'activité de l'aérodrome de Cuers-Pierrefeu est principalement civile. Le plus grand nombre des rotations est effectuées par les aéroclubs et écoles de pilotage de la base. Quelques sociétés de travail aérien (baptême de l'air, photo aérienne, publicités aériennes etc.). Enfin un nombre croissant de propriétaires privés d'avion s'installent sur l'aérodrome.
Une activité de vols d'essais militaires reste grâce aux ateliers industriels de l'aéronautique, notamment Breguet Atlantique II.

## Dans la culture
Jacques Dutronc et Sandrine Bonnaire pilotent un DR-400 dans le long métrage C'est la vie réalisé en 2001 par Jean-Pierre Améris. On voit également le DR-400 immatriculé F-GOVD décoller dans ce film. Les scènes en vol et au sol sont tournées depuis l'aérodrome de Cuers-Pierrefeu (source : générique).

## Entreprises et associations à vocation aéronautique sur l'aérodrome

### Sociétés et aéroclubs
L'aérodrome accueille les sociétés suivantes, :
- Action Communication : leader européen, de l'affichage aérien[8] ;
- Golden Age Aviation[9] : baptêmes de l'air et circuit aérien en biplan, travaille aérien, formations privé et professionnelle, renouvellement de licences FAA ;
- Aéroconcept : formation au pilotage d'Ultra Léger Motorisé ;
- Ll saint Tex : seul restaurant sur la plateforme.

L'aérodrome accueille les aéroclubs suivants :
- Aéroclub du Var[10] : club historique de la plate-forme ;
- Amicale des Aviateurs Varois : AAV Ecole pilotage Amicale des Aviateurs Varois ATO (Approved Training Organisation) numéro 200, baptêmes de l'air, Vols d'initiation, cours théoriques et pratiques[11] ;
- Aéroclub du Soleil[12] ;
- Association Castel Mauboussin, avec laquelle Dorine Bourneton s'est illustrée dans le cadre de missions aériennes de lutte contre les feux de forêt ;
- Handy-Flying[13] ;
- APCAP : Association des Pilotes Constructeurs Amateurs de Provence[14].